# Otto Bahr Halvorsen
Otto Bahr Halvorsen (ur. 28 maja 1872 w Christianii, zm. 23 maja 1923 tamże) – norweski prawnik i polityk.
Działacz partii Høyre, sędzia norweskiego Sądu Najwyższego, dwukrotny premier Norwegii (w latach 1920-1921 oraz 1923). Od 1913 do 1923 pełnił mandat deputowanego do Stortingu. W latach 1919–1923 zajmował stanowisko przewodniczącego Høyre oraz sprawował urząd przewodniczącego Stortingu. Był także dwukrotnie ministrem sprawiedliwości (w latach 1920–1921 i 1923).
Halvorsen mówił o sobie, że „nie urodził się przywódcą politycznym”. Był konsekwentnie opisywany jako uczciwy i sprawiedliwy. Ze względu na swoje osobiste cechy cieszył się dużą pewnością siebie.

## Życiorys

### Młodość
Był synem Otto Hellena Halvorsena i Karine z domu Christiansen. Dziadek, Haagen Halvorsen, pochodził z chłopstwa w Østerdalen. Matka pochodziła z rodziny szypra i armatora w Hvaler, spokrewniona była z Roaldem Amundsenem.  

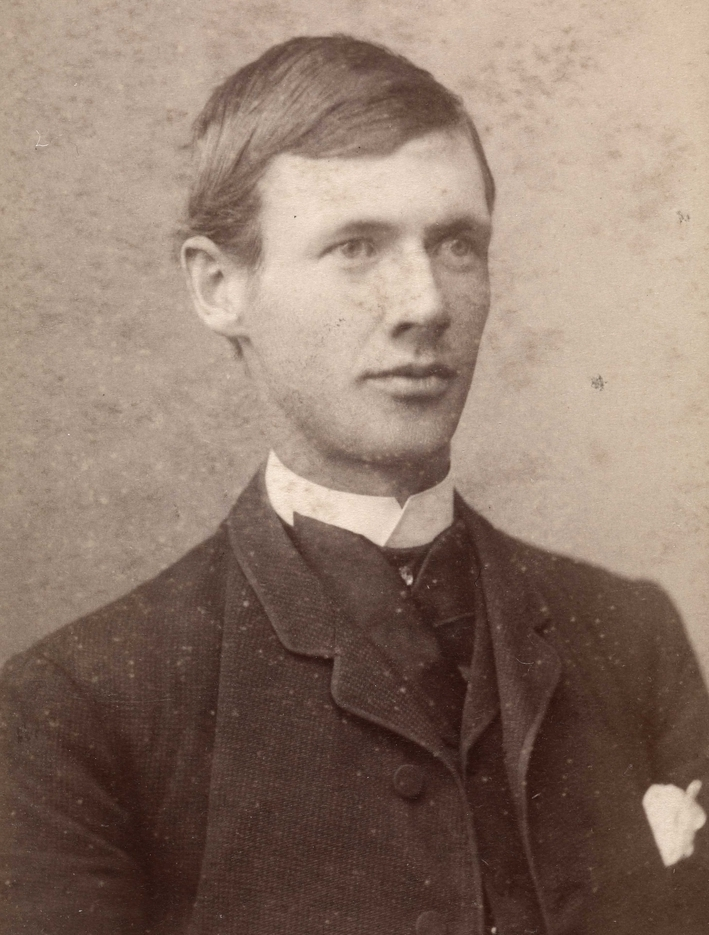
Otto Bahr Halvorsen w wieku 16 lat (1888)

Otto dorastał z rodzeństwem w Akersbakken w Gamle Aker. Chociaż jego ojciec zajmował dość skromną pozycję jako sekretarz, jego rodzice zapewnili mu solidne wykształcenie. Wujek Otto, Carl Herman Halvorsen, był prawnikiem i burmistrzem Bærum. Udał się na Oslo Cathedral School, gdzie ukończył sztukę (w 1890) oraz filozofię (w 1891). Ukończył także kierunek prawniczy pod koniec 1896 roku. Już podczas studiów był zaangażowany politycznie i przez rok, od 1893 do 1894 roku pracował jako komentator w Bergens Aftenblad. Wraz z Thorseinem Diesenem uczestniczył również jako płatny prywatny sekretarz podczas kampanii wyborczej do parlamentu w 1894 roku. Jako student był członkiem Konserwatywnego Stowarzyszenia Studentów i należał do węższego kręgu związku studentów pod patronatem sędziego Sądu Najwyższego Paul Benjamin Vogta, który chciał kształcić studentów do wykorzystania w kampaniach wyborczych Høyre.
Po ukończeniu studiów był zatrudniony przez krótki czas w siedzibie Głównego Zarządu Konserwatywnego. Podczas pracy poznał Kathrine Hofgaard, z którą się zaręczył. Od 1897 do 1898 roku pracował jako asystent adwokata w Dolnej Romerike, następnie przedstawiciel - adwokat w Sądzie Najwyższym u boku Christiana Constanta Stoud Platou w Christianii. W 1904 roku założył własną kancelarię prawną.

### Działalność polityczna

#### Pierwsze kadencje
Podczas wyborów parlamentarnych w 1912 roku został wpisany jako kandydat prawicy w kręgu Old Aker w Kristianii i zdobył mandat do Stortingu. Został również ponownie wybrany w tym samym okręgu podczas wyborów parlamentarnych w 1915 i 1918 roku, zdobywając coraz ważniejszą pozycję wśród polityków prawicy.
W wyborach parlamentarnych w 1918 r. Halvorsen stał się najważniejszym politykiem Høyre, ponieważ zasłużone, wiodące postacie tej partii, takie jak Edvard Hagerup Bull i Jens Bratlie odchodzili z polityki. Po wielu latach rządów lewicy prawica osiągnęła sukces w wyborach. W Stortingu w 1919 roku stał się przewodniczącym Høyre i w tym samym roku został wybrany na prezydenta parlamentu.

#### Pierwszy rząd Otto Halvorsena
Kiedy rząd Gunnara Knudsena rozwiązał się 4 lutego 1919 roku, król Haakon VII zwrócił się do Halvorsena jako do prezydenta Storting, by ten rozwiązał problem i sformował nowy rząd. Halvorsen najpierw zwrócił się do lewicy i Partii Pracy, aby w miarę możliwości utworzyły rząd koalicyjny, ponieważ żadna ze stron nie miała większości. Gdy to się nie udało, wezwał Christiana Michelsena z Bergen, aby w miarę możliwości mógł ustanowić zjednoczony rząd. Dopiero wtedy Halvorsenowi udało się utworzyć mniejszościowy rządu prawicy. Halvorsen utworzył rząd 21 czerwca 1920 roku, łącząc funkcję premiera z teką ministra sprawiedliwości. Wśród wyzwań, przed którymi stanął w swojej pierwszej kadencji, był strajk kolejowy w 1920 roku i strajk generalny w 1921 roku. Zakończył także wojnę handlową z krajami produkującymi wino, która była wynikiem norweskiego ograniczenia spożywania alkoholu.
Pierwszy rząd Halvorsena został odwołany po tym, gdy opozycyjna lewica złożyła wniosek o reformę spraw szkolnych, do których początkowo nie przyłączał się rząd. Narastający kryzys z powodu strajków w kraju zaczął dzielić polityków całego parlamentu. Propozycja Olsena Naluma, posła wnioskodawcy, została przyjęta 67 głosami przeciwko 58 głosom. Opozycja urosła w siłę, zaś rząd Halvorsena podał się do dymisji 22 czerwca 1921 roku. Otto Blehr utworzył nowy rząd, podczas gdy Halvorsen został ponownie wybrany na prezydenta parlamentu. W 1921 roku został ponownie wybrany do Stortingu w ramach nowego systemu wyborczego. W 1922 roku ponownie objął stanowisko lidera partii Høyre i został wybrany na przewodniczącego parlamentu i przewodniczącego komisji konstytucyjnej Stortingu. W tym samym roku przekonano go do objęcia funkcji wiceprezesa zarządu banku centralnego Norwegii.
22 czerwca 1921 r. W lipcu tego roku jego wysiłki jako premiera zostały nagrodzone wielkim krzyżem Świętego Olafa.

#### Drugi rząd Otto Halvorsena
Po tym, jak rząd Blehra złożył rezygnację 2 marca 1923 roku, król ponownie zwrócił się do Halvorsena, który z kolei zastanawiał się nad możliwościami utworzenia zjednoczonego rządu. Po negatywnych wynikach Halvorsen utworzył nowy rząd 5 marca. Ponownie sam przejął Ministerstwo Sprawiedliwości. Natychmiast po zmianie rządu 6 marca 1922 roku ponownie wykazał się zaangażowaniem i przyczynił się do działań rządu uchylających zakaz importu wina, a wraz z tym zakończenie konfliktu traktatowego z krajami winiarskimi.
Zimą 1922 roku wycofał się na jakiś czas z polityki, gdy zapadł na ciężką grypę, będąc także wyczerpanym presją ciężkiej pracy. Krótko po ponownym sformowaniu rządu Halvorsen zapadł na chorobę, którą początkowo uważał za reumatyzm, ale stwierdzono u niego nieuleczalny nowotwór. Halvorsenowi pozwolono na urlop zdrowotny na czas nieokreślony, podczas którego udał się w rodzinne strony na święta wielkanocne, zaś minister spraw zagranicznych Fredrik Michelet pełnił funkcję premiera. Król Haakon VII odwiedził Halvorsena w jego domu 18 maja 1923 roku i został poinformowany, że Halvorsen powolnie umiera. 

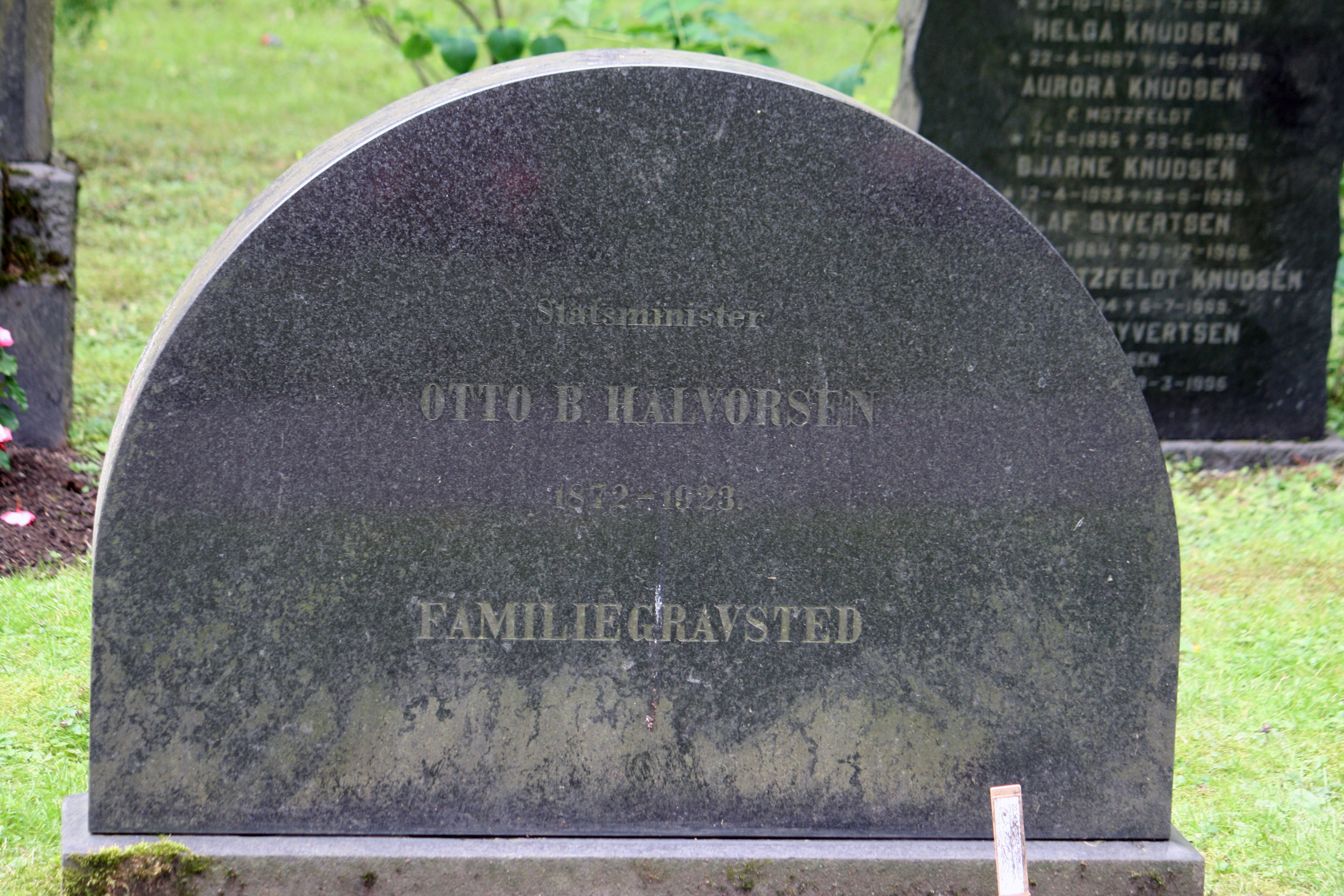
Nagrobek Otto Halvorsena na cmentarzu w Aker

### Śmierć
Halvorsen zmarł w swoim domu 23 maja 1923 roku w wieku 50 lat, po 79 dniach pełnienia funkcji premiera w nowym rządzie. Następnego dnia podczas Rady Ministrów wszyscy członkowie rządu zadeklarowali się do złożenia dymisji, ale na prośbę króla kontynuowano działalność pod przewodnictwem Micheleta. 30 maja rząd został zrekonstruowany wraz z Abrahamem Berge z partii Venstre jako premierem. Przewodnictwo w partii przejął po nim Ivar Lykke.

### Małżeństwo
Z Kathrine Hofgaard ożenił się w kościele Uranienborg w 1899 roku. Jego żona pochodziła z rodziny dyrektora szkoły Simona Wrighta Hofgaarda i Idy Mathilde Aars. Otto i Kathrine mieszkali najpierw w Holbergs, później w Eilert Sundts. Mieli troje dzieci: starszy syn, Otto, urodzony w 1901 roku, został później adwokatem Sądu Najwyższego, a ich drugi syn, Haakon, urodzony w 1913 roku, został filologiem i profesorem nadzwyczajnym na Uniwersytecie w Szkokholmie. Córka Ida, urodzona w 1907 roku, została bibliotekarką w Bibliotece Deichmana. Ida miała syna Daga Halvorsena, który został dziennikarzem.